# The Street (Derbyshire)

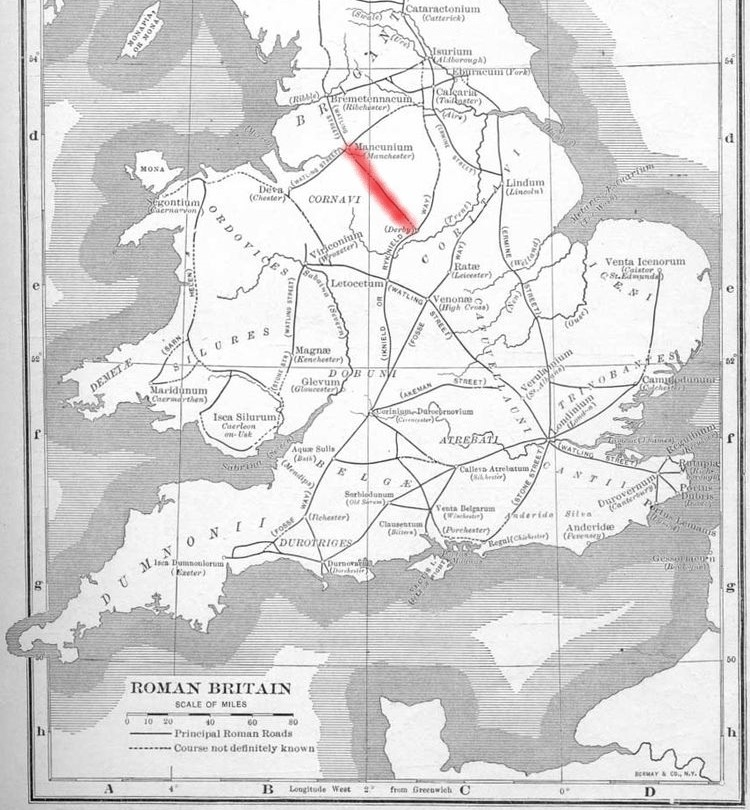
Trasa římské silnice The Street z Derby do Manchesteru

The Street je středověký název římské silnice, která vedla přes vysokou položenou vápencovou plošinu v anglickém hrabství Derbyshire od lázeňského města Buxton (latinsky zvaného Aquae Arnemetiae) na jihovýchod směrem k místu, kde v moderní době leží město Derby.  

## Trasa
Silnici lze sledovat na základě nálezů potvrzených archeology, od Buxtonu až po Longcliffe severně od Brassingtonu. Odtamtud údajně silnice běžela na východ do Wirksworthu, kde se spojila s další silnicí, která překročila řeku Derwent v Milfordu a vedla po jejím východním břehu. Lze ji vysledovat na severním předměstí Derby do římského městečka Little Chester, Římany zvaného Derventio.
Mapa z roku 1723 Brassington Moor ukazuje The Street z Buxtonu přes Pikehall až k Upper Harborough Field Gate, dál směrem k Wirksworthu (kde pravděpodobně leželo římské město Lutudarum). V záznamech z roku 1613 se cesta z Brassingtonu do Wirksworthu nachází pod jménem „Highe Streete“.
Na základě mapy z roku 1723 ale vznikl názor, který uvádí A. Shone a D. Smart, že dvě stě let tradované přesvědčení, že The Street vedla z Buxtonu do Little Chesteru, není správné; že pravým cílem cesty byl Wirksworth.

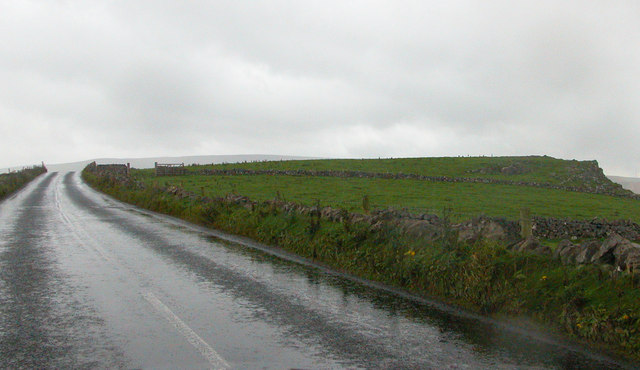
Batham Gate: silnice sleduje trasu starověké římské cesty, v blízkosti Laughman Tor; fotografie Robert Temple

Severozápadně od Buxtonu se silnice, která vede na západ od údolí Upper Goyt Valley, nazývá The Street.
(K poloze The Street v Derbyshire viz též .)
Trasa římské silnice na sever od Buxtonu do pevnosti Melandra (v blízkosti města Glossop) byla objevena v roce 1970. Agger římské silnice (vedoucí na sever k vesnici Dove Holes od křižovatky římské silnice Batham Gate s cestou A6) potvrdil Turnerovy postřehy o této trase z roku 1903. Při terénních pracích bylo tehdy odhaleno šest dalších úseků této silnice. Díky tomu bylo možné zakreslit trasu přes městečko Chapel-en-le-Frith, vesnice Chapel Minton a Hayfield a až po Cown Edge, necelých 5 km od římské pevnosti Ardotalia (Melandra).

## Názvy

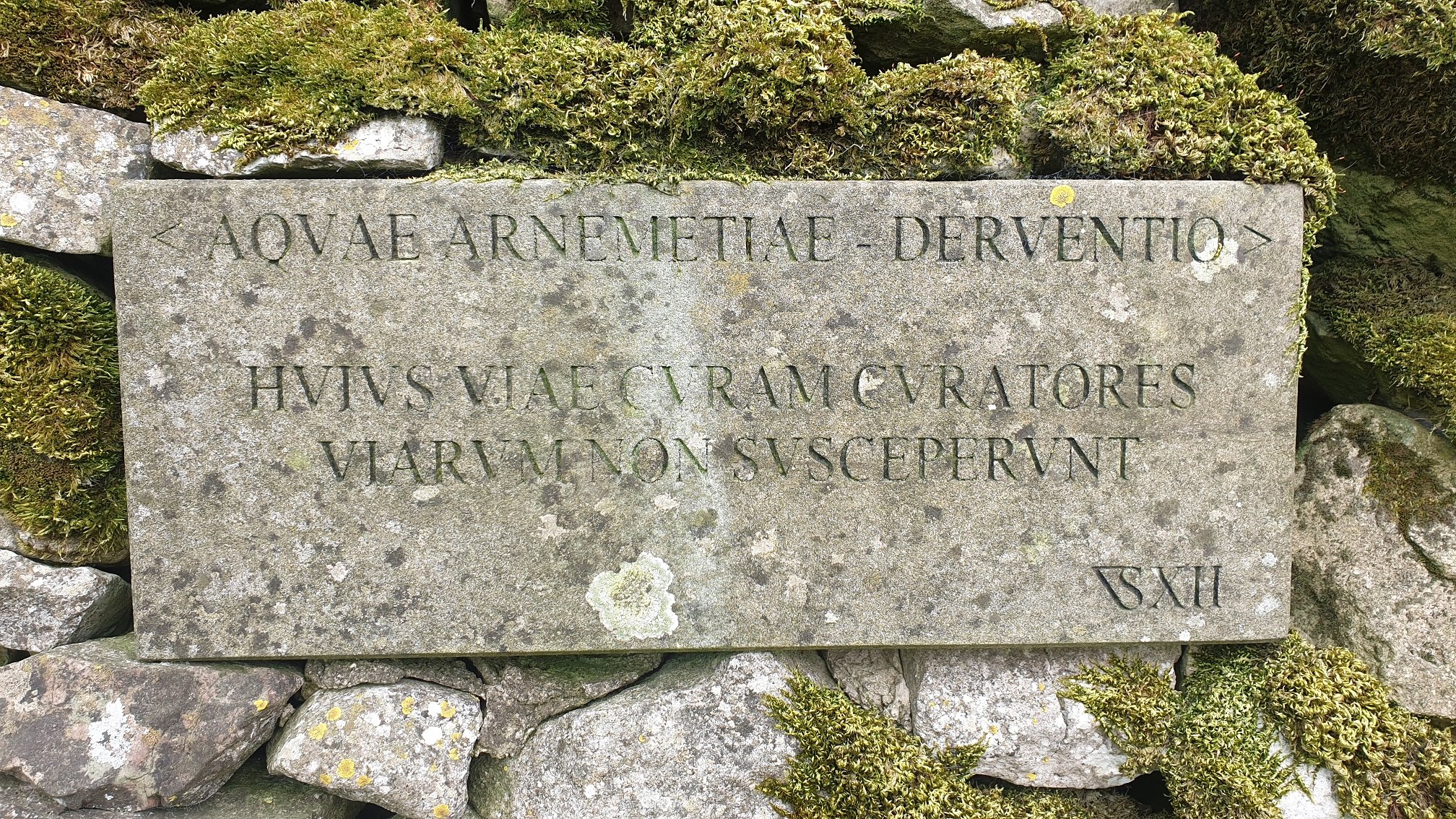
Pamětní deska na římské silnici z Buxtonu do Derby

The Street byla pod jménem „Streete Way“ uvedena v roce 1533 v Batemanově rukopisu v Chatsworthu. Na současných mapách OS existuje mnoho jmen souvisejících s touto silnicí, například Street Farm, Street House Farm, Middle Street Farm a Straight (Street) Knolls Barn. Existují dokumenty z roku 963 a přibližně 1223, z nichž vyplývá, že The Street byla dříve známá jako King Street.
V 50. letech 20. století historik Ivan Margary ve knize The Roman Roads of Britain přidělil The Street (z Little Chesteru přes Buxton do Manchesteru) číslo 71, tzv. Margary Number 71.

## Nálezy

### Římská farma v okolí silnice a šířka cesty
Římané stavěli zemědělské usedlosti poblíž této silnice, aby zajistili potraviny pro vojáky a rostoucí populaci v této oblasti. Zbytky jedné farmy byly nalezeny poblíž kopce Minninglow. Vykopávky, které prováděl Lomas na kopci Minninglow v roce 1958, odhalily několik vrstev této římské silnice, jejíž šířka u Minninglow činila 3,6 metru.

### Římský nápis
Na kamenné zdi u silnice The Street je poblíž Arbor Low (na mapě na mapě OS SK4949 6232) nápis: „Huius viae curam curatores viarum non susceperunt“, což lze přeložit jako „Správci silnic se o tuto silnici nestarali“. 